# Saints and Soldiers
Thánh thần và lính hay Những chiến binh mang tên thánh và Chiến binh thần thánh (tựa tiếng Anh: Saints and Soldiers) là một bộ phim Mỹ thuộc thể loại chiến tranh, hành động của đạo diễn Ryan Little thực hiện; phim được phát hành vào năm 2003.
Phần tiếp theo của phim này có tựa đề Saints and Soldiers: Airborne Creed cũng đã được phát hành vào năm 2012.

## Nội dung
Tháng 1 năm 1945, ở khu rừng Malmedy của nước Bỉ, trong khi hàng chục người lính Mỹ khác đều bị quân phát xít Đức giết sạch thì có bốn người lính Mỹ đã chạy thoát. Bốn người lính Mỹ đó là Deacon, Gould, Kendrick và Gunderson. Họ lên kế hoạch tìm đường về căn cứ Đồng Minh trước khi bị quân Đức phát hiện.
Trên đường đi, bốn người lính Mỹ gặp một phi công người Anh tên Oberon Winley. Winley đang lái máy bay để giao số tài liệu quan trọng cho quân Đồng Minh nhưng quân Đức đã bắn hạ máy bay của anh. Winley đồng ý đi theo bốn người lính Mỹ tìm đường về căn cứ Đồng Minh. Năm người lính thấy một ngôi nhà, trong nhà chỉ có hai mẹ con Catherine Theary và Sophie Theary. Năm người lính xin hai mẹ con cho họ được ở lại nhà, chờ cơn bão tuyết qua thì họ sẽ đi.
Một chiếc xe thiết giáp Đức xuất hiện, trên xe có hai tên lính Đức, Catherine tìm cách đánh lạc hướng chúng. Một tên lính Đức định cưỡng hiếp Catherine, Deacon liền lao ra bắn chết hắn, tên lính Đức còn lại bỏ chạy. Khi bắt được tên lính Đức, Deacon mới nhận ra đó là Rudolph - một người bạn người Đức của anh, trước đây bị ép buộc tham gia quân đội Đức. Vì là bạn bè nên Deacon đã thả Rudolph đi. Năm người lính thu gom vũ khí trong chiếc xe thiết giáp Đức, sau đó họ tạm biệt mẹ con Catherine để tiếp tục lên đường.
Không may năm người lính bị quân Đức phát hiện. Một trận đấu súng diễn ra. Kendrick và Gunderson bị bắn chết, Winley bị thương ở chân. Deacon, Gould và Winley tình cờ gặp lại Rudolph, anh ta bảo họ cải trang thành lính Đức và sử dụng chiếc xe jeep gần đó để tẩu thoát. Deacon, Gould và Winley lấy quần áo của xác lính Đức mặc vào người, rồi lái chiếc xe jeep. Kế hoạch bị bại lộ khi ba người đi ngang qua khu trại của quân Đức, Deacon phóng xe thật nhanh, quân Đức liền đuổi theo. Chiếc xe jeep bị lật bởi đạn súng cối, Gould và Winley tháo chạy trong khi Deacon tình nguyện ở lại bắn chặn quân Đức.
Khu vực này là nơi quân Mỹ đang đóng quân, một nhóm lính Mỹ xông ra tiêu diệt quân Đức, giúp đỡ Deacon. Tuy nhiên Deacon bị một tên lính bắn tỉa Đức giết chết. Gould và Winley đã an toàn khi gặp quân Mỹ, Winley được chữa trị vết thương, số tài liệu quan trọng của anh cũng được gửi đi. Sau trận đấu súng, một số lính Đức còn sống đều bị bắt. Bộ phim kết thúc với cảnh Gould buồn bã đứng nhìn xác chết của Deacon.

## Diễn viên
- Corbin Allred vai Nathan "Deacon" Greer
- Alexander Polinsky vai Steven Gould
- Kirby Heyborne vai Oberon Winley
- Larry Bagby vai Shirley "Shirl" Kendrick
- Peter Asle Holden vai Gordon "Gundy" Gunderson
- Ethan Vincent vai Rudolph "Rudi" Gertz
- Melinda Renee vai Catherine Theary
- Ruby Chase O'Neil vai Sophie Theary
- Benjamin Gourley vai McKinley
- Chris Kendrick vai Meldrum
- Randy Beard vai Sĩ quan Đức
- Kelly Klindt vai Sĩ quan Đức
- Curt Doussett vai Lính Đức
- Michael Buster vai Lính Đức
- Lincoln Hoppe vai Lính Đức
- Joel Bishop vai Lính Đức
- Chris Clark vai Lính Mỹ
- Michael Tanner vai Lính Mỹ
- Gavin Bentley vai Lính Mỹ
- Bill Ferguson vai Lính Mỹ
- Richard J. Clifford vai Lính Mỹ